# 李金早
李金早（1958年1月—），男，湖北仙桃人，中华人民共和国政治人物。中南财经大学（现中南财经政法大学）农业经济系农业经济专业毕业，武汉大学经济系世界经济专业硕士研究生，中国社会科学院研究生院政治经济学专业博士学历，经济学博士。

## 生平
历任国家计委主任科员、副处长、处长，桂林市人民政府副市长、常务副市长、市长、中共桂林市委书记；中共广西壮族自治区党委常委、自治区发展计划委员会主任、自治区政府副主席、常务副主席等职。
2011年10月出任商务部副部长。
2014年10月出任国家旅游局局长、党组书记。2018年1月，当选第十三届全国政协委员。2018年3月，国家旅游局撤销并入新组建的文化和旅游部，任党组副书记、副部长。
2020年7月29日，因涉嫌严重违纪违法而接受中央纪委国家监委纪律审查和监察调查，成为该部组建以来第一名落马的省部级高官。9月4日，被免去文化和旅游部副部长职务。2021年1月25日，据中央纪委国家监委网站報道，李金早遭到开除党籍、开除公职处分。
2021年10月21日，辽宁省沈阳市中级人民法院一审公开开庭审理了李金早受贿一案。沈阳市人民检察院指控：被告人李金早利用职务之便，为相关单位和个人在资质审批、平台筹建、工程承揽和职务提拔等事项上提供帮助，非法收受他人给予的财物共计折合人民币6550.4164万元。提请以受贿罪追究其刑事责任。 李金早当庭表示认罪悔罪。2022年4月26日，李金早被辽宁省沈阳市中级人民法院一审判处受贿罪，获刑十五年，并处罚金人民币六百万元；对其受贿所得财物及孳息依法予以追缴，上缴国库。
2023年1月9日在央视一套播出的电视专题片《永远吹冲锋号》第三集《铁规矩硬杠杠》中，详细披露了李金早案的细节。据中央纪委国家监委机关工作人员董文彬介绍，李金早在违反八项规定问题上是比较典型的，在接受宴请、收受礼品，高档礼品、贵重物品都比较突出。李金早调任商务部副部长后，在北京又重新分配了政策性住房，但他却仍然继续违规占用南宁和桂林的两套房产。2014年调任原国家旅游局局长、党组书记后，李金早开始利用权力和影响力大肆敛财，并为儿子经商办企业提供资金、人脉等各种帮助。后来他频繁出入高消费的豪华酒店或私人会所。2020年全国两会闭幕后，李金早到一家五星级酒店赴宴吃喝。李金早参加的饭局，相当一部分都是在比较高档的私人会所，或者高档的酒店里面。从2018年下半年，到2020年7月份他被立案调查期间大概两年左右的时间里，他又接受了近100次的商人老板的宴请。